# Station Upper Warlingham
Upper Warlingham is een spoorwegstation van National Rail in Tandridge in Engeland. Het station is eigendom van Network Rail en wordt beheerd door Southern. 